# Colorimètre

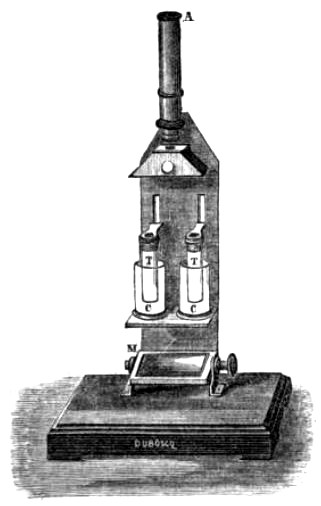
Colorimètre de Jules Duboscq (1870).

Un colorimètre est un outil qui analyse les échantillons colorés. 
En chimie, le colorimètre est un appareil permettant de mesurer l'absorbance ou la transmittance, d'une solution pour un petit nombre de longueurs d'onde prédéterminées. La valeur d'absorbance peut être reliée à la concentration de l'entité colorée soit grâce à une courbe d'étalonnage, soit grâce à la loi de Beer-Lambert. La méthode de la courbe d'étalonnage consiste à comparer l'absorbance de la solution de concentration inconnue à l'absorbance de solutions de concentrations connues de la même entité, à la même longueur d'onde, pour une même cuvette. L'utilisation de la loi de Beer-Lambert nécessite que le coefficient d'absorption molaire de l'entité, à cette longueur d'onde, soit connu.
La lumière utilisée pour l'analyse est une lumière blanche filtrée. Les différents filtres du colorimètre permettent de sélectionner certaines plages de longueurs d'onde. Les filtres ne produisant pas une longueur d'onde monochromatique, un tel dispositif est moins performant qu'un spectrophotomètre.
Les capteurs mesurent la quantité de lumière ayant traversé la solution, comparée à la quantité entrante, et indiquent combien a été absorbé.

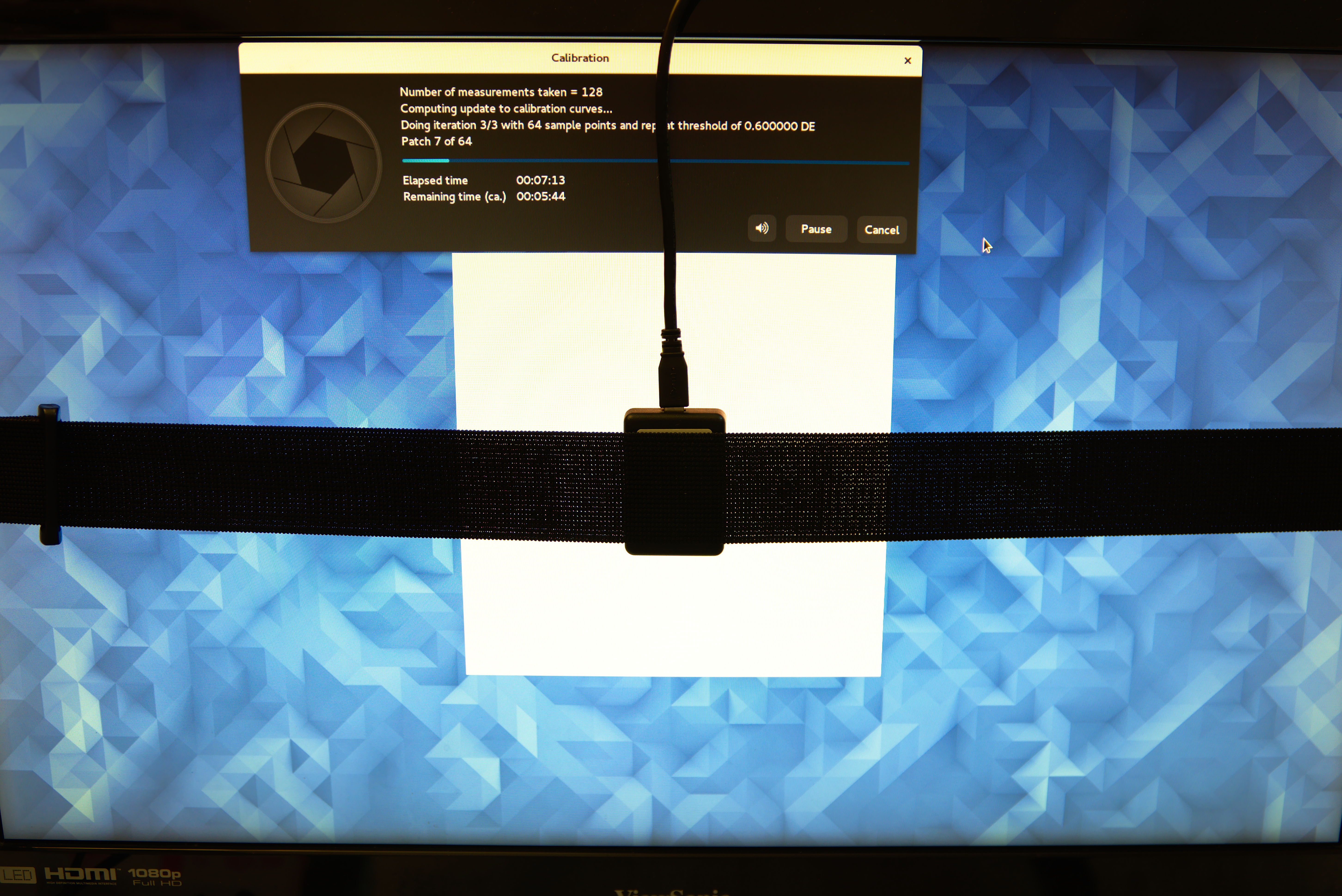
Le ColorHug2, un colorimètre open-source, fixé à un moniteur d'ordinateur.

En d'autres applications, les colorimètres sont utilisés pour déterminer la bonne reproduction des couleurs dans les moniteurs vidéo ou pour l’étalonnage des couleurs dans les impressions photographiques.
Les colorimètres sont disponibles pour les personnes souffrant de problèmes de vision, où les noms subjectifs des couleurs sont annoncés sur les mesures objectives des paramètres des couleurs.
Certains colorimètres sont fabriqués avec des systèmes de vision industrielle et sont intégrés sur les lignes d'impression.
Le spectromètre est aussi un instrument qui utilise les propriétés d'un faisceau lumineux pour déterminer la composition chimique de la source, en astronomie ou pour d'autres applications.